# Symfonie nr. 5 (Nielsen)

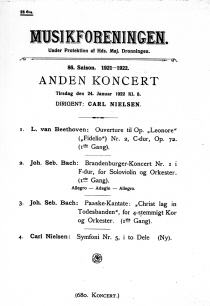
Affiche voor de première in Kopenhagen o.l.v. Nielsen zelf op 24 januari 1922. Het woord Ny betekent nieuw.

De Deense componist Carl Nielsen schreef zijn Symfonie nr. 5, opus 50, FS 97 in 1921 en 1922. Evenals zijn eerste symfonie "mist" het werk een ondertitel.
De symfonie bestaat, tegen de gangbare symfonievorm in, uit slechts twee delen, welke echter op hun beurt wél weer verdeeld zijn:
1. Tempo giusto / Adagio non troppo
2. Allegro / Presto / Andante un poco tranquillo / Allegro

## Geschiedenis
Er is geen documentatie over wat Nielsen inspireerde om zijn vijfde symfonie te schrijven of hoe hij begon met schrijven. Hij kreeg inspiratie voor het componeren tijdens zijn verblijf in Göteborg, alwaar hij met het Göteborg Symfonie Orkest repeteerde en concerteerde. Het was toen eind 1920. Het componeren ging echter moeizaam. Pas op 4 maart 1921 was het eerste deel af. Hij legde het werk toen terzijde om aan een koorwerk te beginnen: Lente op Funen (Fynsk Foraar). Pas in november 1921 pakte hij de draad weer op, ook weer tijdens een verblijf in Göteborg. Hij had aan vrienden en kennissen gevraagd om hem even met rust te laten om de symfonie te voltooien. Hij zei: "Dit is het moeilijkste werk tot nu toe en daarom vordert het zo langzaam. Maar ik zal slagen en het volgende werk zal ik zeker in een eenvoudiger stijl componeren". Rond 15 januari 1921 was de compositie af. En toen moesten in grote haast de kopieën geleverd worden voor de première van 24 januari 1921, onder leiding van Nielsen zelf te Kopenhagen (Copenhagen Musical Society). De componist gaf daarna aan dat de critici en het publiek tevreden waren, ondanks de hoge verwachtingen. De componist was zelf ook tevreden over het eindresultaat, zo schreef hij aan collega-componist Wilhelm Stemhammar. Binnen 14 dagen stond Nielsen voor het GSO en vond de compositie zijn weg naar andere orkesten.

## De symfonie

### Tempo giusto /Adagio non troppo
Het eerste deel begint drieënhalve maat met een prikkelende, optimistische en oscillerende beweging van de altviolen, een perpetuum mobile. Zodra echter het orkest inzet blijkt de klank (bestaande uit dezelfde noten) steeds donkerder te worden; door het almaar herhalend patroon wordt de achtergrond steeds onrustiger en lijkt uit te monden in een obsessie om dit muzikale figuur te blijven herhalen. Andere melodieën proberen de beweging te doorbreken, maar vallen echter telkens terug. Langzaamaan wordt de muziek pijnlijker en pijnlijker en verandert in hypnotisch geweld. Meer destructieve krachten dienen zich aan in de vorm van vele noten, hier en daar bijgestaan door de bekkens. De muziek wordt steeds militaristischer. Als na dit bijna gewelddadige Tempo giusto het Adagio non troppo begint lijken wat zachtere krachten van de strijkers het stuk binnen te dringen, een heel verschil met hiervoor. Een clinch tussen de eerdere klanken en de nieuwe zachte klanken breekt aan. Dit gevecht zet zich door tot het uiteindelijke wapen in wordt gezet, de kleine trom. Uiteindelijk weet het adagiokarakter van het eerste deel als winnaar uit de bus te komen. De klarinet sluit af, hoewel de kleine trom venijnig mee blijft spelen. De onrust is niet verdwenen.

### Allegro / Presto / Andante un poco tranquillo / Allegro
Hoewel het adagiokarakter als winnaar naar voren kwam, lijkt deze muzikale oorlog nog niet te zijn beëindigd. Een vlot Allegro doet zich aan dat maar weinig doet denken aan het eerste deel. Chaos sluipt echter weer binnen en vervormt zich tot een nieuw perpetuum mobile voor de strijkers dat wat vroeg lijkt te eindigen als er een fuga volgt. Het kwaad sluipt weer steeds verder de symfonie in als de kleine trom en klarinet weer inzetten. De klarinet klinkt eenzaam, verlaten en wanhopig. Als de grote lijn ondanks vele obstakels wil doorlopen wordt het zelf steeds uitzinniger, eindigend in een grote chaos. Ook deze chaos houdt niet lang aan. Een tweede fuga doet zijn intrede. Dit Andante sleept de muziek verder. Hoewel deze passages dissonant zijn, lijkt het erop dat dit thema niet met veel geweld weg hoeft te worden gewerkt. Uiteindelijk wordt er een samenhang gevonden. Het muzikale oorlogsdomein wordt verlaten om met een Allegro de symfonie af te sluiten. Toch geeft het afsluitende akkoord geen bevrijding of muzikale oplossing; het is net of er iets ontbreekt.